# Klüvergambiet
Het Klüvergambiet is in de opening van een schaakpartij een variant van de Van Geetopening (1. Pc3). 
De beginzetten van het gambiet zijn:
1. Pc3 f5
2. e4 fxe
3. d3
Het Klüvergambiet is gelijk aan het Fromgambiet maar dan met verwisseling van kleuren. Neemt zwart het gambiet aan, 3. ...exd3, dan volgt 4. Lxd3, waarna wit een aanval op de zwarte koningsstelling opbouwt.